# Hubert Ries
Pieter Hubert Ries (* 1. April 1802 in Bonn; † 14. September 1886 in Berlin) war ein deutscher Geiger und Komponist. Er war der Bruder von Ferdinand Ries.

## Leben
Hubert Ries war der jüngste Sohn des Geigers und kurkölnischen Musikdirektors Franz Anton Ries. Er erhielt seine Ausbildung durch seinen Vater sowie später in Kassel durch Louis Spohr und Moritz Hauptmann. Hier hatte er gemeinsam mit Ferdinand David Unterricht. 1824 wurde er am Königsstädtischen Theater zu Berlin als erster Violinist angestellt und trat ein Jahr später in die dortige königliche Kapelle ein.
Nachdem er sich durch die seit 1833 von ihm veranstalteten Quartettabende die besondere Gunst des Berliner Publikums erworben hatte, wurde er 1836 zum königlichen Konzertmeister und 1839 zum Mitglied der Akademie der Künste ernannt. Während dieser Zeit entfaltete er eine überaus fruchtbare Lehrtätigkeit, die er auch noch nach seiner in den 1870er Jahren erfolgten Pensionierung fortgesetzt hat. 
Hubert Ries starb am 14. September 1886 im Alter von 84 Jahren in Berlin und wurde auf dem Luisenstädtischen Friedhof beigesetzt. Die Grabstätte ist nicht erhalten geblieben.
Söhne:
- Louis Ries (* 30. Januar 1830 in Berlin), Geiger,
- Adolf Ries (* 20. Dezember 1837 in Berlin), Pianist in London,
- Franz Ries (* 7. April 1846 in Berlin; † 20. Juni 1932 in Naumburg), Geiger, Komponist, Musikalienhändler und Verleger.

## Werk
Auch auf pädagogischem Gebiet hat Ries Bedeutendes geleistet; seine Violinschule für den ersten Unterricht (auch in englischer Übersetzung erschienen), seine Violinstudien in mäßiger Schwierigkeit sowie die Zwölf Violinstudien in Form von Konzertstücken sind Arbeiten von hohem und bleibendem Wert.